# Гевгелийска железопътна гара
Железопътна гара „Гевгели“ (на македонска литературна норма: Железничка станица „Гевгелија“) е железопътна гара в град Гевгели, Северна Македония. Разположена е в източната част на града на улица „Борис Кидрич“ № 2.
Гарата е най-старата на територията на Северна Македония. Построена е през 1873, а е открита в 1874 година, като част от железопътната линия Солун – Земун. Сегашната сграда е обявена за паметник на културата.